# Архиепархия Акки
Архиепархия Акки (лат. Archieparchia Ptolemaidensis Melchitarum) — архиепархия Мелькитской католической церкви с центром в городе Хайфа, Израиль. Архиепархия Акки является суффраганной архиепархией митрополии Тира. Кафедральным собором архиепархии Акки является церковь святого пророка Илии в городе Хайфа. Численность верующих архиепархии составляет около 95.000 человек.

## История
Епархия Акки была создана на основе православной одноимённой епархии в 1753 году.
18 ноября 1964 года Римский папа Павел VI издал буллу «Episcopalis synodus», которой возвёл епархию Акки в ранг архиепархии с подчинением архиепархии Тира.

## Епископы архиепархии
- епископ Макарий Ажеми (1759 — 25.12.1774);
- епископ Германос Адам (25.12.1774 — июль 1777) — выбран архиепископом Алеппо;
- епископ Макариос Фахури (? — 1794);
- епископ Макариос Нахас (1795—1809);
- епископ Хабиб Теодосиус (1809—1833);
- епископ Михаил Бахус B.S.[1] (10.08.1836 — 16.06.1856) — выбран патриархом Климентом;
- епископ Ханна Юсеф-Сайур (13.11.1856 — 27.03.1865) — выбран патриархом Григорием II;
- епископ Агапий Думани B.S. (4.12.1864 — 1893);
- епископ Григорий Хагджар (24.03.1901 — 30.10.1940);
- архиепископ Георгий Хаким (13.03.1943 — 26.11.1967) — выбран патриархом Максимом V;
- архиепископ Иосиф-Мария Райя (9.09.1968 — 21.08.1974);
- архиепископ Максимос Саллум (20.08.1975 — 23.07.1997);
- епископ Пётр Муаллем S.M.S.P. (29,07.1998 — 18.07.2003);
  - вакансия (2003—2006);
- архиепископ Эльяс Шакур[англ.] (7.02.2006 — по настоящее время).

## Источник
- Annuario Pontificio, Libreria Editrice Vaticana, Città del Vaticano, 2003, ISBN 88-209-7422-3
- Булла Episcopalis synodus Архивная копия от 3 февраля 2014 на Wayback Machine  (англ.)